# Grécourt
Grécourt is een plaats en voormalige gemeente in het Franse departement Somme in de regio Hauts-de-France en telt 24 inwoners (2009). De plaats maakt deel uit van het arrondissement Péronne.

## Geschiedenis
De gemeente werd op 1 januari 2019 opgeheven en Grécourt werd opgenomen in de gemeente Hombleux. Grécourt kreeg hierbij niet de status van commune déléguée met een eigen maire délégué maar een directe vertegenwoordiging in de gemeenteraad van Hombleux.

## Geografie
De oppervlakte van Grécourt bedraagt 2,4 km², de bevolkingsdichtheid is dus 10 inwoners per km².
De onderstaande kaart toont de ligging van Grécourt met de belangrijkste infrastructuur en aangrenzende gemeenten.

## Demografie
Onderstaande figuur toont het verloop van het inwonertal.